# Židé ve Francii

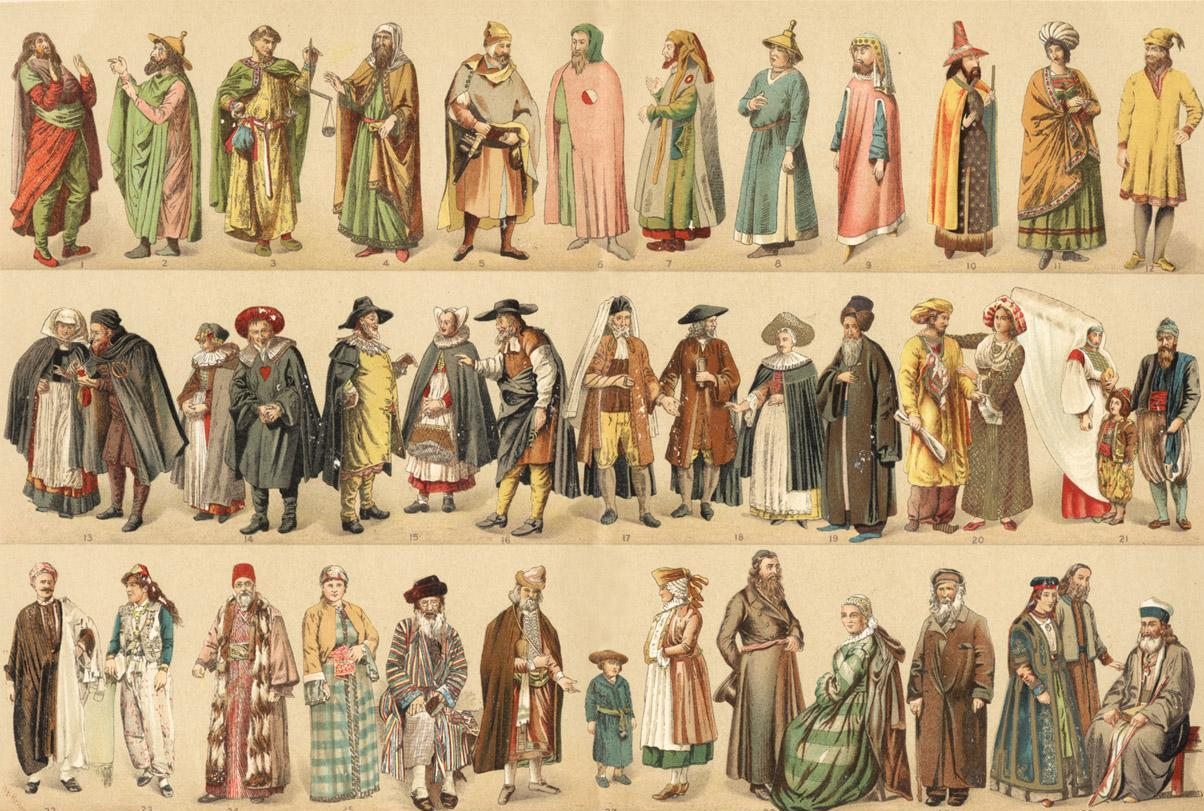
Oblečení francouzských Židů ve středověku.

Židovská komunita ve Francii odráží konfliktní impulsy, jež ovládly moderní Francii jako celek – revoluce a tradice, vstřícný vztah k cizincům a xenofobie, nacionalismus a sebeurčení menšin. Skladba francouzské komunity je velice rozmanitá. Jde hlavně o staré sefardské a aškenázské komunity, které žily geograficky odděleně a do jisté míry i kulturně odlišně. Koncem 30. let tvořilo polovinu francouzských Židů neasimilovaní přistěhovalci a většina projevů antisemitismu té doby byla důsledkem obyčejné xenofobie. Naopak „skutečných francouzských Židů“ se tato xenofobie dotýkala pouze malou měrou. V minulosti se cítili především Francouzi, teprve až pak Židy. V posledních letech se však tento přístup změnil. Nevyzpytatelný osud učinil z francouzské komunity jednu z největších v moderním židovském světě a jedinou na evropském kontinentu s opravdu živoucím a pulsujícím židovským životem. Počet současné židovské populace je podle Světového židovského kongresue 600 000, podle francouzské židovské komunity (Appel Unifié Juif de France) 500 000, podle The Virtual Jewish Library k roku 2006 zhruba 492 000 a tvoří přibližně 1%.

## Demografie
Zdroje dat: rok 1933, rok 1950, rok 1965 Archivováno 29. 9. 2011 na Wayback Machine., rok 1980 Archivováno 29. 9. 2011 na Wayback Machine., rok 2002, rok 2005 Archivováno 4. 8. 2019 na Wayback Machine.